# پاول سدلاچک (نوازنده)
پاول سِدلاچِک (چکی: Pavel Sedláček؛ زادهٔ ۴ ژوئیهٔ ۱۹۴۱) خواننده، ترانه‌سرا و گیتاریست سبک راک اند رول و اهل کشور جمهوری چک است.